# 秋桜子
秋桜子（こすもすこ、Cosmosco、年齢非公表）は、日本の女優、モデル。本名は非公開。北海道出身。所属事務所はティー・アーティスト。趣味は散歩、カラオケ、ショッピング。

## 来歴
1991年、17歳の時、写真家・荒木経惟の札幌でのトークショーを観覧した際、荒木に声をかけられ写真のモデルを務めることになる。撮影旅行中、コスモスを手にした写真が印象的だったことから「秋桜子」と名付けられ、以来芸名とする。1998年に、ロンドン留学から戻ってきた際のヌード撮影を機に、それまでの写真をまとめ、写真集『秋桜子』を発表した。現在は、主に女優として映画やテレビドラマを中心に活動している。

## 写真集
『秋桜子』荒木経惟撮影（1998年10月20日、小学館）

## 主な出演作品

### 映画
- 真心（2001年、前田良輔監督）
- ラブハンターチャンス（2003年、山内洋子監督）　※自主映画
- 溺愛ヘルペス（2003年、山内洋子監督）　※自主映画
- 蒸発旅日記（2003年、山田勇男監督）
- L'amantラマン（2004年、廣木隆一監督）
- 夢幻彷徨（2004年、木村威夫監督）
- 誰が心にも龍は眠る（2005年、堀江慶監督）
- 探偵事務所5「楽園」（2005年、林海象監督）
- 私の中のアイヒマン（2006年、内田英治監督）- 主演
- 代々木ブルース（2006年、廣田正興監督）
- やわらかい生活（2006年、廣木隆一監督）
- 蟲師（2006年、大友克洋監督）
- 卍（まんじ）（2006年、井口昇監督）- 主演

### Vシネマ他
- 新・痴漢日記2（1999年、安藤尋監督）- 主演
- 渇いた花 〜four by four equal one「温度」（2003年、永瀬正敏監督）-主演
- 探偵事務所5「七つの顔」（2005年、中井庸友監督）　※ネットシネマ

### テレビドラマ
- 私立探偵 濱マイク（2002年7月-9月、読売テレビ）- 第1話
- ダムド・ファイル（2003年7月-2004年3月、名古屋テレビ）- 第19話主演
- 怨み屋本舗（2006年7月-9月、テレビ東京）- 第7話ゲスト、赤沼道子　役

### CM
- フンドーキン醤油 - ジャン・レノと共演

### ミュージック・ビデオ
- 真心ブラザーズ「流れ星」「橋の上で」「この愛は始まってもいない」